# Blastocel

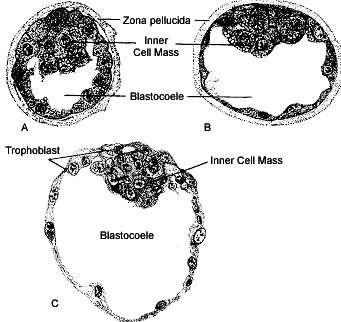
Blastocist

Blastocist dins una massa cel·lular interna i trofoblast

Un blastocel (també anomenat cavitat del blastocist, o cavitat de segmentació) és la regió central plena de fluid d'un blastocist. Un blastocel es forma durant l'embriogènesi quan un zigot (un òvul fertilitzat) es divideix en moltes cèl·lules a través de la mitosi.
L'adjectiu corresponent a "blastocel" és blastocèlic.
Un blastocel es pot descriure com la primera cavitat cel·lular que es forma quan s'engrandeix. És essencial per la posterior gastrulació.